# Бугаевка (Ольховатский район)
Бугаевка (Бугаёвка) — посёлок в Ольховатском районе Воронежской области России.
Входит в состав городского поселения Ольховатка.

## География

### Улицы
- ул. 50 лет Победы
- ул. Верхняя
- ул. Весенняя
- ул. Вишневая
- ул. Ломоносова
- ул. Мира
- ул. Победы
- ул. Рылеева
- ул. Тополиная
- ул. Энтузиастов
- ул. Январская

## Население
| 2010 |
| ---- |
| 1717 |

## Инфраструктура
В поселке имеется Бугаёвская основная общеобразовательная школа.